# Simon Olsen
Simon Olsen, född 1938 på Grönland, död 8 juni 2013 var en grönländsk politiker (Si), fisk- fångst- och byminister och  tidigare borgmästare.